# Bickelia parallela
Bickelia parallela är en tvåvingeart som först beskrevs av Macquart 1842.  Bickelia parallela ingår i släktet Bickelia och familjen styltflugor. Inga underarter finns listade i Catalogue of Life.